# Saussurea franchetii
Saussurea franchetii là một loài thực vật có hoa trong họ Cúc. Loài này được Koidzumi miêu tả khoa học đầu tiên năm 1915.